# Magnus Chase i bogowie Asgardu
Magnus Chase i bogowie Asgardu (ang. Magnus Chase and the Gods of Asgard) – trzytomowa seria książek autorstwa Ricka Riordana, opisująca przygody nastoletniego Magnusa Chase’a. Świat przedstawiony to mieszanka realiów XXI wieku i mitologii nordyckiej. Okładki wykonał John Rocco.

## Lista powieści
| Lp. | Tytuł polski                                                | Tytuł oryginalny                                          | Data premiery (USA) | Data premiery (Polska) |
| --- | ----------------------------------------------------------- | --------------------------------------------------------- | ------------------- | ---------------------- |
| 1.  | Magnus Chase i bogowie Asgardu: Miecz lata                  | Magnus Chase and the Gods of Asgard: The Sword of Summer  | 6 października 2015 | 21 października 2015   |
| 2.  | Magnus Chase i bogowie Asgardu: Młot Thora                  | Magnus Chase and the Gods of Asgard: Hammer of Thor       | 4 października 2016 | 26 października 2016   |
| 3.  | Magnus Chase i bogowie Asgardu: Statek umarłych             | Magnus Chase and the Gods of Asgard: The Ship of the Dead | 3 października 2017 | 25 października 2017   |
| 4.  | Hotel Walhalla. Przewodnik po światach nordyckich (dodatek) | Hotel Valhalla. Guide to the norse worlds                 | 16 sierpnia 2016    | 31 sierpnia 2016       |
| 5.  | 9 z Dziewięciu Światów (dodatek)                            | 9 from the Nine Worlds                                    | 2 października 2018 | 17 października 2018   |

## Bohaterowie

### Pierwszoplanowi
- Magnus Chase – główny bohater, Einherji, syn Frejra
- Samira Al-Abbas (Sam) – córka Lokiego, Walkiria, przyjaciółka Magnusa
- Blitzen (Blitz) – syn Frei, krasnolud, przyjaciel Magnusa

- Hearthstone (Hearth) – głuchoniemy elf, magik runiczny, przyjaciel Magnusa
- Sumarbrander (Jack) – magiczny, ożywiony miecz
- Alex Fierro – dziecko Lokiego, osoba partnerska Magnusa, Einherji

### Drugoplanowi
- Halfborn Gunderson – berserk, einherji, chłopak Mallroy Keen
- Thomas Jefferson Jr. (T.J.) – Einherji, syn Tyra, kombatant wojny secesyjnej
- Mallroy Keen – córka Frigg, ukochana Halfborna, Einherji
- Randolph Chase – wujek Magnusa
- Natalie Chase – nieżyjąca matka głównego bohatera, przywoływana w retrospekcjach

### Epizodyczni
- Helgi – menadżer hotelu Walhalla
- Hunding – odźwierny hotelu Walhalla
- Percy Jackson – syn Posejdona, chłopak Annabeth, postać z serii Percy Jackson i bogowie olimpijscy, tego samego autora
- Annabeth Chase – kuzynka Magnusa, dziewczyna Percy’ego Jacksona, córka Ateny
- Frideric Chase – ojciec Annabeth
- Eitri Jr. – krasnolud
- Gunilla – przywódczyni Walkirii, córka Thora
- Irene – Walkiria
- Margaret – Walkiria
- Nabbi – krasnolud
- Alderman – ojciec Hearthstone’a
- Thrym syn Thryma, syna Thryma – olbrzym[7]
- Amir Fadlan - narzeczony Sam

### Postacie mitologiczne
| Bogowie                | Boginie | Pozostali    |
| ---------------------- | ------- | ------------ |
| Frejr – ojciec Magnusa | Freja   | Utgarda-Loki |
| Tyr                    | Skadi   | Surtr        |
| Widar                  | Frigg   | Fenrir       |
| Thor                   | Ran     | Jormungand   |
| Mimir                  | Sif     | Norny        |
| Aegir                  | Hel     | Ratatosk     |
| Odyn                   |         |              |
| Hajmdal                |         |              |
| Loki                   |         |              |
| Njörd                  |         |              |